# Iranische Fußballnationalmannschaft
Die iranische Fußballnationalmannschaft (persisch تیم ملی فوتبال ایران, DMG Tīm-e Mellī Fūtbāl-e Irān, ‚Fußballnationalmannschaft von Iran‘, kurz Tīm-e Mellī ‚das Nationalteam‘) gehört mit Japan, Südkorea und Saudi-Arabien zu den erfolgreichsten Fußballnationalmannschaften Asiens.
Die Nationalelf wird 2022 in Katar ihre sechste WM-Teilnahme (1978, 1998, 2006, 2014 und 2018) verzeichnen. Bei den bisherigen fünf Teilnahmen schied die Mannschaft bereits in der Vorrunde aus. Die Iraner qualifizierten sich dreimal für die Olympischen Spiele (1964, 1972, 1976). In Montréal gelang der Mannschaft der Einzug in das Viertelfinale, das sie gegen die Sowjetunion verlor.
Bei Asienmeisterschaften hat die Mannschaft viele erfolgreiche Turniere vorzuweisen. Bereits dreimal stand sie im Endspiel einer Fußball-Asienmeisterschaft (1968, 1972, 1976), die sie alle gewann. Fünfmal (1980, 1984, 1988, 1996, 2004) zog Iran in das Halbfinale einer Fußball-Asienmeisterschaft ein, wovon er drei Begegnungen nach Elfmeterschießen verlor (1984, 1996, 2004). Team Melli gewann viermal das Spiel um Platz 3 bei einer Fußball-Asienmeisterschaft (1980, 1988, 1996, 2004).
Auch bei Asienspielen war Iran sehr erfolgreich. Die Mannschaft nahm bislang an 14 Endrunden teil, wobei sie viermal die Goldmedaille (1974, 1990, 1998, 2002), dreimal die Silbermedaille (1951, 1966) und einmal die Bronzemedaille (2006) gewann. Team Melli gewann bei bisher sieben ausgetragenen Fußball-Westasienmeisterschaften viermal das Endspiel (2000, 2002, 2007, 2008) und einmal das Spiel um Platz drei im Jahr (2004). 2010 sicherte man sich den zweiten Rang.
Weitere Erfolge der iranischen Fußballnationalmannschaft sind drei Meistertitel (1965, 1970, 1993) und drei Vizemeistertitel (1967, 1969, 1974) bei den ECO-Cups, die insgesamt sechsmal ausgespielt wurden.

## Geschichte
Der iranische Fußballdachverband der heutigen Islamischen Republik Iran heißt I.R. of Iran Football Federation (IRIFF) und wurde 1920 gegründet. Der IRIFF wurde 1945 in die FIFA und 1958 in die AFC aufgenommen.
Das erste offizielle Länderspiel in der Geschichte des iranischen Fußballs wurde am 1. Januar 1941 ausgetragen. Team Melli trat in Kabul gegen Afghanistan an, wobei die Partie torlos endete. Das nächste Länderspiel fand erst sechs Jahre später statt. Am 26. Oktober 1949 lud die iranische Fußballnationalmannschaft die Auswahl der Türkei zu einem Freundschaftsspiel in Teheran ein. In dieser Begegnung gelang Amir Masoud Boroumand der allererste Treffer für Team Melli. Obwohl Iran das Spiel mit 1:3 verlor, wurde die Mannschaft noch lange Zeit nach dem Spiel frenetisch gefeiert.
Der erste Sieg Irans datiert aus dem Jahr 1950, als am 26. Oktober 1950 die Nationalmannschaft in ihrem sechsten Länderspiel die Auswahl Afghanistans in Teheran mit 4:0 bezwang.
Die iranische Fußballnationalmannschaft hat bislang 546 offizielle Länderspiele bestritten, wovon sie 293 gewann, 128 verlor und 125 unentschieden spielte. Stand: 12. Juli 2014
2015 wurde mit Andranik Teymourian von Tractor Sazi Täbris erstmals ein Christ Kapitän der iranischen Fußballnationalmannschaft.

## Internationale Wettbewerbe

### Teilnahme Irans an der Fußball-Weltmeisterschaft (5)

#### 1930–1978
1973 wollte sich Iran erstmals für die Fußball-Weltmeisterschaft qualifizieren, scheiterte aber in der zweiten Qualifikationsrunde knapp an Australien mit 3:2 – Hinspiel (0:3) und Rückspiel (2:0).

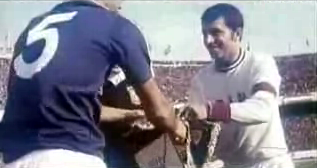
Iran vs. Kuwait (1:0) – Wimpeltausch

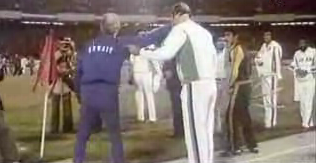
Iran – Kuwait (1:0): Zagallo gratuliert Mohajerani

Vier Jahre später gelang die Qualifikation für die Fußball-Weltmeisterschaft 1978 in Argentinien. Die Mannschaft setzte sich gegen die Kontrahenten Südkorea, Australien und Kuwait durch. In der zweiten Runde gewann Iran sechs von acht Spielen und spielte zweimal unentschieden. In der letzten Begegnung traf Iran auf die Nationalelf Kuwaits, die damals von Mário Zagallo trainiert wurde. Dabei bot Iran seine U19-Auswahl auf und besiegte die Heimmannschaft mit 2:1.

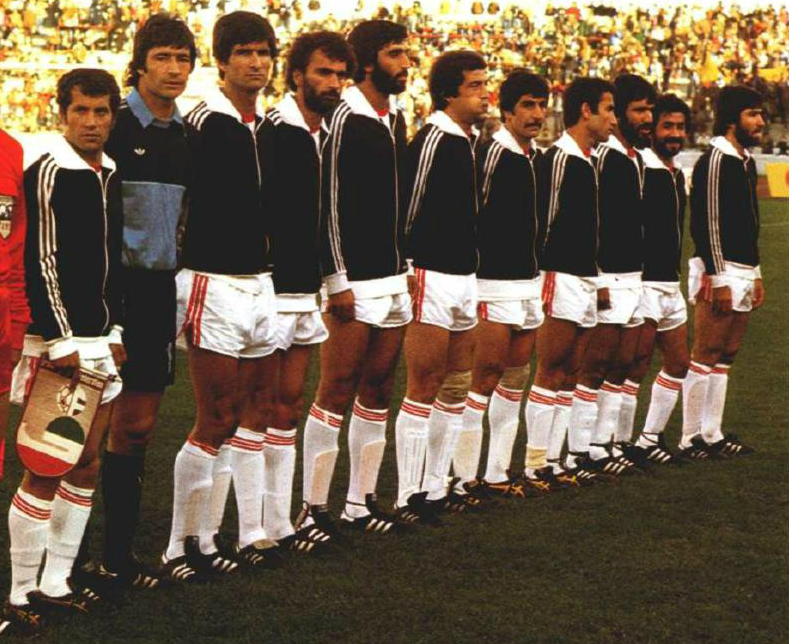
Iranische Auswahl gegen Schottland bei der WM '78 in Córdoba in Argentinien am 7. Juni 1978

Bei der WM-Endrunde trat Iran in der Gruppe 4 gegen die Niederlande, Peru und die Auswahl Schottlands an. Die Mannschaft spielte zunächst gegen die Niederlande, die vier Jahre zuvor bei der Fußball-Weltmeisterschaft 1974 in Deutschland Vizeweltmeister geworden waren. Iran unterlag deutlich mit 0:3, wobei der niederländische Stürmer Rob Rensenbrink einen Hattrick erzielte. In der Partie gegen die Nationalelf Schottlands gelang der iranischen Mannschaft ein Unentschieden, wobei Iraj Danaeifard das erste Tor Irans bei einer Fußball-Weltmeisterschaft. Im letzten Gruppenspiel traf Iran auf Peru, das die Partie mit 4:1 gewann. Iran wurde am Ende mit einem Punkt Gruppenletzter und schied somit in der Vorrunde aus.

#### 1982–1998
Durch die islamische Revolution und den Ersten Golfkrieg kam der Fußballbetrieb in der Islamischen Republik Iran in den 1980er Jahren fast zum Erliegen. 1981 zog sich Team Melli zurück und verzichtete auf die Qualifikation für die Fußball-Weltmeisterschaft 1982 in Spanien.
Vier Jahre später im Jahr 1985 suspendierte die FIFA Iran, weil er sich im Rahmen der Qualifikation zur Fußball-Weltmeisterschaft 1986 in Mexiko weigerte, seine Heimspiele auf neutralem Boden auszutragen.
Die Mannschaft qualifizierte sich auch nicht für die Fußball-Weltmeisterschaft 1990 in Italien. Bereits in der ersten Runde scheiterte Iran – China belegte am Ende den ersten Platz in der WM-Qualifikation Asien Gruppe 5 und qualifizierte sich für die zweite Runde. 1993 unternahm die iranische Fußballnationalmannschaft einen weiteren Versuch, sich für eine Fußball-Weltmeisterschaft zu qualifizieren; diesmal schieden die Iraner in der letzten Qualifikationsrunde aus. Saudi-Arabien und Südkorea repräsentierten Asien bei der Fußball-Weltmeisterschaft 1994 in den USA.
Im Jahr 1997 konnte sich Team Melli wieder für eine Weltmeisterschaft qualifizieren. Die Mannschaft siegte im ersten Gruppenspiel gegen die Malediven mit 17:0. Am Ende belegte die Mannschaft in seiner Gruppe den ersten Tabellenplatz mit 16 Punkten aus sechs Spielen und einer Tordifferenz von +36 (39:3). In der zweiten Qualifikationsrunde besiegten China auswärts mit 4:2. Mehdi Mahdavikia erzielte dabei zwei Tore. Durch ein 0:0-Unentschieden gegen Kuwait und einer Niederlage gegen Katar mit 0:2 landete Iran hinter Saudi-Arabien auf dem zweiten Tabellenrang. Die Iraner unterlagen in jenem Relegationsspiel der Auswahl Japans nach Verlängerung mit 2:3 und musste somit in die Interkontinentale Relegation gegen den Ozeanien-Sieger Australien antreten, um den letzten WM-Teilnehmer zu ermitteln. Das erste Play-off-Spiel fand vor 100.000 Zuschauern im Azadi-Stadion statt und endete 1:1. Im Rückspiel führten die Australier nach 75 Spielminuten mit 2:0, bevor Karim Bagheri und Khodadad Azizi innerhalb von fünf Minuten zwei Tore erzielten. Dadurch qualifizierte sich die Mannschaft nach 20 Jahren wieder für eine Fußball-Weltmeisterschaft. Bei ihrer Ankunft in Iran wurde die Mannschaft von mehr als 100.000 Zuschauern im Azadi-Stadion empfangen.
Bei der Fußball-Weltmeisterschaft 1998 traf die Nationalmannschaft auf Deutschland, Jugoslawien und die USA. Nach einer Niederlage gegen Jugoslawien gelang Team Melli gegen die USA der erste Sieg bei einer Fußball-Weltmeisterschaft. Im letzten Gruppenspiel traf die Mannschaft auf die DFB-Auswahl. Die deutsche Mannschaft gewann das Spiel nach Toren von Bierhoff und Klinsmann mit 2:0. Team Melli belegte am Ende der Gruppenphase den dritten Tabellenrang und schied somit aus dem Turnier. Nach der Fußball-Weltmeisterschaft 1998 waren viele europäische Vereine an iranischen Nationalspielern interessiert. Mehdi Mahdavikia wechselte in die Bundesliga zu VfL Bochum und später zum Hamburger SV. Mehrdad Minavand wechselte zum SK Sturm Graz, Mehdi Pashazadeh zu Bayer 04 Leverkusen, Alireza Mansourian zu Skoda Xanthi und Nima Nakissa zu AO Kavala. Ali Daei spielte bereits in der Bundesliga für Arminia Bielefeld, gab aber vor der WM-Endrunde seinen Wechsel an die Isar zum FC Bayern München bekannt.

#### 2002–2010
Nach der für Iran erfolgreichen WM 1998 wollte sich Team Melli drei Jahre später für die nächste WM-Endrunde, die in Südkorea und Japan stattfand, qualifizieren. Team Melli musste in der ersten Runde gegen Guam, Tadschikistan und Myanmar antreten. Noch vor dem ersten Gruppenspiel zog sich Myanmar aus der Qualifikation zurück. Die Iraner trafen in ihrer ersten Partie auf die Auswahl Guams, die sie mit 19:0 deutlich besiegten. Im zweiten Gruppenspiel schlug man auch Tadschikistan mit 2:0. Die erste Runde endete bereits nach diesem Spiel, da keine Rückspiele ausgetragen wurden. In der zweiten Runde traf man auf Saudi-Arabien und den Nationalmannschaften aus Bahrain, Irak sowie Thailand. Bevor das erste Spiel in der WM-Qualifikation Asien Gruppe A ausgetragen wurde, verpflichtete der Verband Miroslav „Ćiro“ Blažević als Trainer, der bei der WM-Endrunde 1998 mit Kroatien den dritten Platz erreicht hatte. Der IRIFF überließ Ćiro die Auswahl seiner Assistenztrainer, zu denen unter anderem Branko Ivanković gehörte. Das erste Gruppenspiel fand vor 100.000 Zuschauern im Teheraner Azadi-Stadion statt, Gegner war Saudi-Arabien. Team Melli setzte sich mit 2:0 durch, wobei Ali Daei beide Treffer erzielte. In der letzten Begegnung gegen den Bahrain kassierte man die erste Niederlage, wodurch Iran auf dem zweiten Tabellenplatz abschloss und die direkte Qualifikation verpasste. In zwei Relegationsspielen zwischen Iran und den Vereinigten Arabischen Emiraten, dem Tabellenzweiten aus der Gruppe B, sollte die Mannschaft ermittelt werden, die anschließend in der interkontinentalen Relegation gegen ein europäisches Land antreten musste. Die iranische Fußballnationalmannschaft gewann beide Partien gegen die Emirate und traf in der letzten Runde auf Irland. In zwei Spielen setzten sich die Iren mit 2:1 – Hinspiel 2:0 und Rückspiel 0:1 – durch.
Bei der Qualifikation für die Fußball-Weltmeisterschaft 2006 setzte sich Iran in der zweiten Runde gegen Laos, Jordanien sowie Katar durch. In der dritten Runde qualifizierten sich die Iraner hinter Japan und vor Bahrain sowie der Auswahl Nordkoreas direkt für die WM 2006. Mit einem Punkt als Tabellenletzter der Gruppe D schied die Mannschaft in der Vorrunde der Weltmeisterschaft aus. Kurz nach dem letzten Spiel trat der Trainer Branko Ivanković von seinem Amt zurück. Der Verbandspräsident wurde auf Druck der islamischen Regierung entlassen, worauf sich die FIFA und später auch die AFC einschalteten und den iranischen Fußballverband aufforderten, zu Mohammad Dadkans Absetzung Stellung zu beziehen.
Im Rahmen der Qualifikation zur Fußball-Weltmeisterschaft 2010 in Südafrika setzte sich das Team in der dritten Runde der Asien-Zone in der Gruppe 5 gegen die Vereinigten Arabischen Emirate, Kuwait und Syrien durch und zog als Tabellenerster in die vierte Runde ein. Dort traf Team Melli in der Gruppe 2 auf Saudi-Arabien und Südkorea sowie Nordkorea und den Gruppengegner aus der dritten Runde, die Vereinigten Arabischen Emirate. Iran beendete die Qualifikationsphase als Gruppenvierter und schied somit aus.

#### 2014
Der iranischen Fußballnationalmannschaft gelang es am 18. Juni 2013 in Ulsan, sich durch einen 1:0-Auswärtssieg über Südkorea für die Fußball-Weltmeisterschaft 2014 zu qualifizieren. In der Gruppenphase der Endrunde traf Iran erstmals bei einer WM auf Argentinien, Bosnien-Herzegowina und Nigeria. Nach einem Unentschieden gegen Nigeria gewann Argentinien die Partie 1:0 durch ein Tor in der Nachspielzeit. Die 1:3-Niederlage im abschließenden Spiel gegen Bosnien-Herzegowina bedeutete auch 2014 das Aus als Gruppenletzter.

#### 2018
Am 12. Juni 2017 qualifizierte sich Iran durch einen 2:0-Heimsieg gegen Usbekistan für die Fußball-Weltmeisterschaft 2018 in Russland. Nach einem Auftaktsieg gegen Marokko durch ein Eigentor in der Nachspielzeit verlor Team Melli gegen Spanien mit 0:1. Gegen Portugal spielte man 1:1, was nicht für das Weiterkommen reichte.

#### 2022
Am 27. Januar 2022 qualifizierte sich die iranische Mannschaft durch einen 1:0-Heimsieg gegen den Irak für die Fußball-Weltmeisterschaft 2022 in Katar.
Am 21. November 2022 spielte die Mannschaft Irans gegen die englische Fußballnationalmannschaft. Vor dem Spiel wurde die iranische Nationalhymne gespielt, wobei kein Spieler der Mannschaft mitsang. Diese Geste stand im Zusammenhang mit den Protesten gegen das autoritäre Regime.

#### WM-Torjäger
| Rang | Spieler               | WM-Spiele | Tore | Teilnahmen       |
| ---- | --------------------- | --------- | ---- | ---------------- |
| 1    | Mehdi Taremi          | 6         | 2    | 2018, 2022       |
| 2    | Karim Ansarifard      | 6         | 1    | 2014, 2018, 2022 |
|      | Sohrab Bakhtiarizadeh | 2         | 1    | 2006             |
|      | Rouzbeh Cheshmi       | 3         | 1    | 2018, 2022       |
|      | Iraj Danaeifard       | 2         | 1    | 1978             |
|      | Hamid Estili          | 3         | 1    | 1998             |
|      | Reza Ghoochannejhad   | 3         | 1    | 2014             |
|      | Yahya Golmohammadi    | 2         | 1    | 2006             |
|      | Mehdi Mahdavikia      | 6         | 1    | 1998, 2006       |
|      | Ramin Rezaeian        | 5         | 1    | 2018, 2022       |
|      | Hassan Rowshan        | 3         | 1    | 1978             |

Stand: 21. November 2022

### Teilnahme Irans an der Fußball-Asienmeisterschaft (12)
Iran und Südkorea sind mit jeweils zwölf Teilnahmen an den Fußball-Asienmeisterschaften die Rekordhalter, wobei Team Melli die ewige Tabelle anführt. Nur Iran, Japan und Saudi-Arabien gelangen bisher jeweils drei Turniersiege, aber Team Melli ist die einzige Fußballnationalmannschaft des asiatischen Kontinents, die drei Titel in Folge gewann und dabei keine Niederlage hinnahm und auch nicht unentschieden spielte.
Iran stellte mit Homayoun „Sar talaie“ Behzadi (1968), Hossein Ali "Motor talaei" Kalani und Ali Jabbari (1972), Nasser Nouraei und Gholam Hossein Mazloomi (1976), Behtash Fariba (1980), Nasser Mohammadkhani und Shahrokh Baiyani (1984), Ali Daei (1996) und Ali Karimi (2004) bei sechs Fußball-Asienmeisterschaften den oder die besten Torschützen. Ali Daei hält nach wie vor den Torrekord: Bei der Fußball-Asienmeisterschaft des Jahres 1996 in den Vereinigten Arabischen Emiraten erzielte er die bis heute gültige Bestmarke von acht Treffern. Der zweiterfolgreichste Torschütze Irans bei einer Endrunde ist Behtash Fariba mit sieben Treffern (1980).
An der ersten Ausgabe, die Fußball-Asienmeisterschaft 1956 in Hongkong, nahm Iran nicht teil.
Im Jahr 1960 fand die zweite Asienmeisterschaft in Südkorea statt. Iran qualifizierte sich jedoch nicht für die Endrunde. In der so genannten Westzone der Qualifikationsrunde traf man auf Israel, Pakistan und Indien. Durch eine Niederlage gegen die Mannschaft Indiens wurde das Team hinter Israel Zweiter und kam nicht zu einer Teilnahme an der Asienmeisterschaft.
1963 weigerte sich Iran aus politischen Gründen, gegen die Auswahl Indiens in der Qualifikation zur Fußball-Asienmeisterschaft 1964, die in Israel ausgetragen wurde, anzutreten. Da auch Pakistan verzichtete, qualifizierte sich Indien für die Endrunde.

Finale der Asienmeisterschaft 1968

Im Jahr 1968 trug Iran die vierte Asienmeisterschaft aus. Die ersten Spiele verliefen erfolgreich. Gegen die Auswahl Taiwans gewann man 4:0, gegen Hongkong 2:0 und das Spiel gegen Birma mit 3:1. Im letzten Spiel musste sich Israel Iran geschlagen geben. Durch Tore von Homayoun Behzadi und Parviz Ghelichkhani sicherte sich Team Melli die erste Asienmeisterschaft. Homayoun Behzadi wurde mit zwei israelischen Spielern, die ebenfalls jeweils vier Treffer erzielten, Rekordtorschütze des Turniers.
Thailand war im Jahr 1972 der fünfte Gastgeber der Asienmeisterschaft. Iran war bei dieser Endrunde als amtierender Fußball-Asienmeister automatisch qualifiziert. Iran gewann wieder alle Spiele – 2:0 gegen Kambodscha, 3:0 gegen den Irak, 3:2 gegen Thailand, 2:1 im Halbfinale gegen Kambodscha und 2:1 im Endspiel gegen Südkorea – und wurde zum zweiten Mal in Folge Fußball-Asienmeister. Iran stellte mit Hossein Ali Kalani und Ali Jabbari die besten Torschützen bei dieser Endrunde.
Die sechste Asienmeisterschaft im Jahr 1976 sollte ursprünglich Libanon austragen. Aufgrund des Bürgerkrieges fand das Turnier in Iran statt. Auch bei dieser Endrunde setzte sich Iran souverän durch: 2:0 gegen Irak, 8:0 gegen Südjemen, 2:0 im Halbfinale gegen China und 1:0 im Endspiel gegen die Auswahl Kuwaits. Iran wurde zum dritten Mal in Folge Fußball-Asienmeister. Die iranischen Angreifer Nasser Nouraei und Gholam Hossein Mazloomi sowie der Kuwaiti Fatehi Kamil waren mit jeweils drei Toren die erfolgreichsten Torschützen des Turniers. Der iranische Mittelfeldstratege Ali Parvin, der den Siegtreffer im Endspiel gegen Kuwait vor 100.000 Zuschauern im ausverkauften Aryamehr-Stadion erzielte, wurde der Most Valuable Player der sechsten Fußball-Asienmeisterschaft.
Bei der siebten Ausgabe der Asienmeisterschaft 1980 in Kuwait startete im ersten Gruppenspiel gegen Syrien mit einem 0:0. Auch das zweite Vorrundenspiel gegen die Auswahl Chinas endete in einem 2:2-Unentschieden. Im dritten Gruppenspiel gegen Bangladesch siegte Team Melli mit 7:0. Das letzte Gruppenspiel gegen Nordkorea endete mit einem 3:2-Sieg für Iran, womit sich das Team den Einzug in das Halbfinale sicherte. Im Halbfinale traf die Mannschaft auf die Auswahl Kuwaits trainierte, die mit einem 2:1-Sieg über Iran in das Finale einzog. Der iranische Stürmer Behtash Fariba stellte mit sieben Treffern einen neuen Rekord bei den Asienmeisterschaften, der erst 16 Jahre später gebrochen wurde.
Die achte Asienmeisterschaft fand im Jahr 1984 in Singapur statt. Iran setzte sich gegen seine Gegner Bangladesch (5:0), Syrien (3:1), Thailand (5:0), Indonesien (1:0), Philippinen (7:1) und Syrien (1:0) durch und zog somit in die Vorrunde ein. Im Auftaktspiel besiegte man die Vereinigten Arabischen Emirate mit 3:0 und im zweiten Vorrundenspiel China mit 2:0. Danach folgten zwei Unentschieden gegen Indien (0:0) und Singapur (1:1). So musste man im Halbfinale als Zweiter der Gruppe 2 gegen den Ersten der Gruppe 1, die Mannschaft Saudi-Arabiens, antreten. Nach einem 1:1 in der regulären Spielzeit ging die Partie in die Verlängerung und nach 120 Spielminuten mussten beide Teams den Endspielteilnehmer im Elfmeterschießen ermitteln. Saudi-Arabien gewann das Elfmeterschießen mit 5:4. Im Spiel um Platz 3 unterlag die Mannschaft wieder im Elfmeterschießen mit 3:5 gegen Kuwait. Die Iraner Nasser Mohammadkhani und Shahrokh Baiyani waren zusammen mit Jia Xiuquan mit jeweils drei Treffern die besten Torschützen des Turniers.
Die Iraner qualifizierten sich für die Fußball-Asienmeisterschaft 1988 und trafen in der Vorrundengruppe A auf Katar, Südkorea, Japan und die V.A. Emirate. Während man sich im ersten und dritten Spiel gegen Katar und die V.A. Emirate durchsetzte, erreichte die Mannschaft ein 0:0 gegen Japan. Iran zog zum fünften Mal in Folge in das Halbfinale der Asienmeisterschaft, obwohl er im letzten Vorrundenspiel Südkorea mit 0:3 unterlag. So traf die Mannschaft wie im vorigen Turnier im Halbfinale auf Saudi-Arabiens. Mit einem 1:0 schied Iran erneut aus. Team Melli konnte das Spiel um Platz 3 im Elfmeterschießen gegen China mit 3:0 für sich entscheiden.
Iran schaffte die Qualifikation zur Fußball-Asienmeisterschaft 1992. Team Melli schied jedoch zum ersten Mal bei einer Asienmeisterschaft in der Vorrunde aus. Zuerst gelang der Mannschaft ein 2:0-Sieg über Nordkorea sowie ein 0:0 gegen die V.A. Emirate. Im letzten Vorrundenspiel gegen den Gastgeber Japan unterlag die iranische Mannschaft mit 1:0.
Team Melli gewann alle Spiele der Qualifikation der Fußball-Asienmeisterschaft 1996 gegen Nepal (8:0 und 4:0), Sri-Lanka (7:0 und 4:0) und Oman (2:0 und 2:1). In den V.A. Emiraten musste die Mannschaft zunächst gegen Saudi-Arabien, Irak und Thailand antreten. Nach einer 1:2-Niederlage gegen den Irak, bezwang das Team Thailand mit 3:1 und Saudi-Arabien mit 3:0. Da der asiatische Fußballverband (AFC) vor dem Turnier die Zahl der Endrundenteilnehmer von acht auf zwölf aufstockte, spielte man erstmals ein Viertelfinale aus. Iran traf in dieser Runde auf die Nationalelf Südkoreas. Nach einem Halbzeitstand von 2:1 für Südkorea, drehte die Mannschaft unter Mohammad Mayeli Kohans das Spiel und zog mit einem 6:2-Sieg in das Halbfinale ein. Im Halbfinale kam es wieder zum Duell gegen Saudi-Arabien. Nach 90 Minuten ging es in die Verlängerung und schließlich verlor Iran mit 3:4 im Elfmeterschießen. Nach dem verlorenen Halbfinale gegen Saudi-Arabien traf man im Spiel um Platz 3 wieder auf Kuwait. Dieses Mal gewann die iranische Nationalmannschaft das Elfmeterschießen mit 3:2. Bei diesem Turnier erzielte Ali Daei acht Treffer und brach somit den Rekord seines Landsmannes Behtash Fariba aus dem Jahr 1980.
Iran setzte sich gegen Malediven (8:0 und 3:0), Syrien (1:0 und 1:1) und Bahrain (0:1 und 3:0) durch und qualifizierte sich für die Fußball-Asienmeisterschaft 2000. Das Team kam zu einem überzeugenden 4:0-Sieg über den Gastgeber Libanon, einem 1:1-Remis gegen Thailand und einem 1:0-Sieg über den Irak. Der Viertelfinalgegner hieß wieder Südkorea. Nachdem Iran in Führung gegangen war, gelang Südkorea noch der Ausgleichstreffer und das Spiel ging in die Verlängerung. Vor dem Turnier führte der AFC die Golden-Goal-Regel ein, die er nach dieser Endrunde wieder abschaffte. Lee Dong-gook schoss in der 99. Spielminute das Golden Goal zum 2:1 für Südkorea. Jalal Talebi, der iranische Nationaltrainer, trat danach von seinem Amt zurück.
Die Qualifikation zum Fußball-Asienmeisterschaft 2004 in China absolvierte Iran mit einem 4:1-Sieg und einer 2:3-Niederlage gegen Jordanien, einem 3:1- und 1:0-Sieg über Nordkorea sowie zwei Siege gegen Libanon (3:0 und 1:0). In der Gruppe 4 trat Iran zunächst gegen Thailand an, die man mit 3:0 schlug. In der zweiten Partie gegen den Oman spielte man 1:1. Das letzte Gruppenspiel gegen Japan endete torlos. Iran schaffte hinter Japan den Sprung in das Viertelfinale und zum dritten Mal in Folge hieß der Gegner Südkorea. Ali Karimi erzielte drei Treffer und verhalf seiner Mannschaft zu einem 4:3-Sieg über die Südkoreaner. Team Melli erreichte nach 1996 wieder das Halbfinale der Asienmeisterschaft, in dem man auf den Gastgeber China traf. Nach 120 Minuten ging es ins Elfmeterschießen, das die Mannschaft 3:4 verlor. Im Spiel um Platz 3 wurde Bahrain mit 4:2 besiegt. Bei diesem Turnier wurden Ali Karimi und ein bahrainischer Nationalspieler mit jeweils fünf erzielten Treffern Torschützenkönige dieser Asienmeisterschaft.
Indonesien, Malaysia, Thailand und Vietnam veranstalteten gemeinsam im Jahr 2007 die vierzehnte Ausgabe der Fußball-Asienmeisterschaft. Die iranische Nationalmannschaft traf in der Qualifikation zu diesem Turnier auf Syrien, Südkorea und Taiwan. Sowohl gegen Syrien als auch gegen Südkorea spielte man im Hinspiel 1:1 und gewann das Rückspiel mit 2:0. Gegen Taiwan gelang ein weiterer 2:0-Sieg, womit man sich endgültig qualifizierte. Iran gewann die Auftaktpartie gegen Usbekistan mit 2:1, beendete die Partie gegen China ein 2:2-Unentschieden und besiegte im letzten Gruppenspiel Malaysia mit 2:0. Im Viertelfinale traf Iran zum vierten Mal in Folge auf Südkorea. Im Elfmeterschießen entschied Südkorea mit 4:2 das Spiel für sich. Nach Beendigung des Turniers legte der Trainer Amir Ghalenoei sein Amt nieder.
Auch bei der Asienmeisterschaft 2011, die in Katar ausgetragen wurde, stellte das Viertelfinale gegen Südkorea die Endstation für Irans Mannschaft dar. Diesmal siegten die Südkoreaner in der Verlängerung mit 1:0.

### Teilnahme Irans an den Olympischen Spielen (3)
Iran qualifizierte sich dreimal für die Olympischen Spiele (1964, 1972, 1976).
Team Melli nahm an den Olympischen Spielen der Jahre 1900–1960 sowie 1968 nicht teil.
1964 qualifizierte sich die Mannschaft für die Olympischen Spiele in Tokio. Das Team spielte in der Gruppe A gegen Deutschland, Rumänien und Mexiko. Mit einem Unentschieden gegen Mexiko wurde das Team Gruppenletzter und trat die Heimreise an.
In München 1972 traf sie in der Gruppe 3 auf Ungarn, Dänemark und Brasilien. Die Spiele gegen Ungarn und Dänemark verlor man hoch mit 0:5 (Ungarn) und 0:4 (Dänemark). Der erste Sieg bei einem olympischen Turnier gelang gegen die Auswahl Brasiliens, die Iran mit 1:0 besiegte. Majid Halvai erzielte in der 63. Spielminute den Siegtreffer. Am Ende schied Iran vor Brasilien als Tabellendritter aus dem Turnier.
Bei den Olympischen Spielen des Jahres 1976 in Montréal spielte die Mannschaft in Gruppe C gegen Polen, Kuba und Ghana, von denen sich Ghana vor dem Turnier zurückzog. Iran gewann sein erstes Gruppenspiel gegen Kuba mit 1:0. In der zweiten Begegnung gegen Polen gingen die Iraner zwar in der sechsten Minute durch Parvin mit 1:0 in Führung, aber am Ende verlor man das Spiel mit 2:3. Die Mannschaft qualifizierte sich als Tabellenzweiter hinter Polen für das Viertelfinale, in dem Iran auf die Sowjetunion traf und mit 1:2 unterlag.
Im Jahr 1980 boykottierte die Islamische Republik Iran die Spiele in Moskau, obwohl sie die Qualifikation zum Turnier schaffte. Die offizielle Begründung war der Einmarsch der Sowjetunion in Afghanistan. Auch die Olympischen Spiele des Jahres 1984, die in Los Angeles stattfanden, wurden aus politischen Gründen boykottiert.
Die Olympischen Spiele 1988 von Seoul boykottierte man nicht, aber scheiterte bereits in der ersten Qualifikationsrunde.
Seit der FIFA-Regelung des Jahres 1992, wonach nur noch Profis, die nicht älter als 23 Jahre sind und maximal drei ältere Spieler bei den Olympischen Spielen teilnehmen dürfen, hat Iran, wie viele andere Nationen, eine U23-Auswahl, die sich bislang noch für kein Turnier qualifizieren konnte. Auch im Jahr 2007 verpasste Iran die Teilnahme an den Olympischen Spielen des Jahres 2008 in Peking.

### Teilnahme Irans an den Asienspielen (14)
Im Jahr 1951 trug Indien in Neu-Delhi die ersten Asienspiele aus. Iran nahm zum ersten Mal überhaupt an einem großen Turnier teil. Im ersten Spiel schlug man Birma mit 2:0, in der zweiten Partie spielte man ein 0:0 gegen Japan und in der dritten Begegnung besiegte man Japan mit 3:2. Nur das letzte Spiel gegen den Gastgeber verlor die Mannschaft mit 0:1 und gewann somit Silber.
An den Asienspielen 1954 in Manila nahm die iranische Nationalelf nicht teil.
Die dritten Asienspielen fanden im Jahr 1958 in Tokio statt. Die iranische Fußballnationalmannschaft nahm an diesen Spielen teil, aber schied bereits in der Vorrunde aus. Das Team unterlag mit 0:4 gegen Israel und 0:5 gegen Südkorea.
Jakarta war im Jahr 1962 der Gastgeber der vierten Asienspiele. Team Melli verzichtete auf eine Teilnahme an diesen Spielen.
Die fünften Asienspiele fanden im Jahr 1966 in Bangkok statt. Iran trat mit einer jungen Mannschaft an und gewann nach 1951 zum zweiten Mal die Silbermedaille. Das Team um Homayoun Behzadi und Hamid „Pa talaei“ Shirzadegan setzte sich im Auftaktspiel mit 2:0 gegen Malaysia durch. Danach folgten eine 1:3-Niederlage gegen Japan, ein 4:1-Sieg über Indien, ein 1:0-Sieg gegen Indonesien, eine 0:1-Niederlage gegen Birma, ein 1:0-Sieg über Japan und eine weitere 0:1-Niederlage im letzten Spiel gegen Birma.
Bangkok trug auch die sechsten Asienspiele im Jahr 1970 aus. Team Melli schied, wie bei den Asienspielen des Jahres 1958 in Japan, bereits in der Vorrunde aus, nachdem man 2:2 gegen Indonesien gespielt hatte und Südkorea mit 0:1 unterlegen war.
Die siebten Asienspiele trug Iran im Jahr 1974 in Teheran aus. Die Mannschaft gewann alle Spiele. Bei der Auftaktpartie schlug man vor 70.000 Zuschauern im Aryamehr-Stadion die Auswahl Pakistans mit 7:0. Im zweiten Spiel schlug man Birma mit 2:1. Die dritte Partie fand vor 10.000 Zuschauern im alten Nationalstadion Teherans, dem Amjadieh-Stadion, statt. Der Bahrain verlor mit 0:6 gegen die iranische Elf unterging. Die vierte Begegnung gewann Iran durch ein Tor Ali Parvins aus der 17. Spielminute mit 1:0. Team Melli setzte sich mit einem 2:0-Erfolg über die Südkoreaner durch. In der vorletzten Partie schlug man den Irak mit 1:0. Im Endspiel traf Iran auf Israel. Vor 100.000 Zuschauern im Aryamehr-Stadion siegten die Iraner durch das Eigentor von Itzhak Shum in der 30. Spielminute mit 1:0. Das Team des englischen Trainers Frank O’Farrell gewann somit seine erste Goldmedaille bei den Asienspielen.
1978 fanden die achten Asienspiele erneut in Bangkok statt. Aufgrund der politischen Unruhen in Iran – die letztendlich in die Iranische Revolution mündeten – wurde auf ein Antreten verzichtet.
Die neunte Ausgabe der Asienspiele im Jahr 1982 trug Neu-Delhi aus. Nachdem die Mannschaft in der Vorrunde Japan mit 0:1 unterlegen war, Südkorea mit 1:0 besiegt und den Jemen mit 2:0 bezwungen hatte, zog man in das Viertelfinale ein, das Kuwait erst in der Verlängerung mit 1:0 für sich entschied.
Seoul war der Gastgeber der zehnten Asienspiele im Jahr 1986. Die Islamische Republik Iran besiegte Japan mit 2:0 und Bangladesch mit 4:0. Die dritte Vorrundenbegegnung verlor man mit 0:1 gegen Kuwait. Nach einem 6:0-Sieg gegen Nepal erreichte die Mannschaft die K.o.-Runde. Im Viertelfinale traf man auf den Gastgeber, dem Iran im Elfmeterschießen mit 4:5 unterlag.
Bei den elften Asienspielen im Jahr 1990 in Peking gewann Iran nach 16 Jahren wieder die Goldmedaille. Die Mannschaft des Trainers Ali Parvin spielte ein perfektes Turnier, indem sie alle Spiele für sich entschied. Farshad Pyous erzielte im ersten Spiel gegen Malaysia einen Hattrick und verhalf seinem Team zu einem 3:0-Sieg über die Südasiaten. Auch im zweiten Spiel steuerte Pyous einen weiteren Treffer zum 2:1-Erfolg gegen Nordkorea bei. Iran schlug in den beiden nächsten Spielen Japan und Südkorea mit jeweils 1:0. Im Endspiel der elften Asienspiele traf Iran erneut auf Nordkorea. Nachdem das Spiel auch nach der Verlängerung torlos geblieben war, kam es zum Elfmeterschießen, das Iran mit 4:1 gewann.
Iran schied bei der zwölften Ausgabe der Asienspiele, die im Jahr 1994 in Hiroshima stattfanden, bereits in der Vorrunde aus, nachdem man gegen die Mannschaften von Bahrain (0:0) und Turkmenistan (1:1) zwei Unentschieden erspielt hatte. Die Mannschaft des kroatischen Trainers Stanko Poklepović verlor dann mit 1:0 gegen China. Der einzige Sieg bei diesem Turnier war der 4:0-Erfolg über Jemen.
Seine dritte Goldmedaille gewann Iran bei den dreizehnten Asienspielen im Jahr 1998 in Bangkok. Die Mannschaft um Kapitän Ali Daei siegten in der Vorrunde gegen Kasachstan (2:0), Laos (6:2), Oman (4:2), Tadschikistan (5:0) und China (2:1). Im Viertelfinale setzte man sich gegen Usbekistan mit einem 4:0-Erfolg durch. Das Halbfinale bestritt Iran gegen die Chinesen, die Team Melli mit 1:0 bezwang. Im Endspiel trafen Karimi und Bagheri zum 2:0-Endstand gegen die Auswahl Kuwaits. Ali Daei wurde mit neun Treffern der Torschützenkönig des Turniers.
Die vierzehnten Asienspielen fanden vom 29. September bis zum 14. Oktober 2002 in Busan statt. Nach einem Beschluss des Olympic Council of Asia durften die am Fußballturnier teilnehmenden Staaten, wie bei den Olympischen Spielen, nur noch ihre U23-Nationalmannschaften in das Rennen um die Medaillen schicken. Die U23-Auswahl Irans gewann zum insgesamt vierten Mal Gold bei den Asienspielen. In Doha, bei der fünfzehnten Ausgabe der Asienspiele, gewann man die Bronzemedaille.
Bei den Asienspielen 2006 in Doha erreichte Iran das Halbfinale, wo man der Mannschaft von Gastgeber Katar mit 0:2 unterlag. Mit einem 1:0 nach Verlängerung gegen Südkorea erreichte Iran wieder Bronze.
Auch im Jahr 2010 spielte sich Irans Mannschaft bis ins Halbfinale, wo man Japan mit 1:2 unterlag. Erneut spielte man im kleinen Finale gegen Südkorea, in dem Iran mit 3:4 unterlag.

### Teilnahme Irans an den Fußball-Westasienmeisterschaften (5)
Die Fußball-Westasienmeisterschaft ist ein Wettbewerb des westasiatischen Fußballverbandes West Asian Football Federation (WAFF), der seit dem Jahr 2000 ausgespielt wird. Es fanden bisher sieben Turniere statt, wobei Iran viermal Westasienmeister (2000, 2004, 2007, 2008), einmal Zweiter (2010) und einmal Dritter (2002) wurde. Bei der ersten Ausgabe besiegte man im Endspiel die Auswahl Syriens mit 1:0. Das zweite Turnier beendete man durch einen 4:2-Erfolg (nach Elfmeterschießen) über Syrien. Die dritte Meisterschaft fand in Teheran statt. Iran gewann das Endspiel mit 4:1 gegen Syrien. Bei der vierten Ausgabe in Jordanien bezwang Iran im Endspiel den Irak mit 2:1. Die fünfte Fußball-Westasienmeisterschaft trug Iran aus. Das Team des Gastgebers siegte im Endspiel die Nationalmannschaft Jordaniens mit 2:1. Bei der sechsten Austragung in Jordanien verlor man das Finale mit 1:2 gegen Kuwait. Die siebte Ausgabe im Jahr 2012 fand in Kuwait statt, dort scheiterte die iranische Mannschaft bereits in der Gruppenphase.

## Kader
Für den Kader bei der Fußball-Weltmeisterschaft 2022, siehe:

## Rekordspieler
(Stand: 19. November 2024)
| Rekordspieler | Rekordspieler       | Rekordspieler | Rekordspieler | Rekordspieler |
| Spiele        | Spieler             | Position      | Zeitraum      | Tore          |
| ------------- | ------------------- | ------------- | ------------- | ------------- |
| 149           | Javad Nekounam      | Mittelfeld    | 2000–2015     | 038           |
| 148           | Ali Daei            | Angriff       | 1993–2006     | 108           |
| 142           | Ehsan Hajsafi       | Abwehr        | 2008–         | 07            |
| 127           | Ali Karimi          | Mittelfeld    | 1998–2012     | 038           |
| 114           | Jalal Hosseini      | Mittelfeld    | 2007–2018     | 08            |
| 110           | Mehdi Mahdavikia    | Mittelfeld    | 1996–2009     | 013           |
| 104           | Karim Ansarifard    | Angriff       | 2009-         | 030           |
| 101           | Andranik Teymourian | Mittelfeld    | 2005–2016     | 09            |

Ali Daei war seit November 2004 der erste männliche Spieler mit mindestens 100 Länderspieltoren. Im Juni 2021 wurde sein Rekord von 108 Toren von Cristiano Ronaldo (aktuell 135 Tore) überboten. Mittlerweile hat auch Lionel Messi mehr Tore (112) erzielt.
| Rekordschützen | Rekordschützen   | Rekordschützen | Rekordschützen |
| Tore           | Spieler          | Zeitraum       | Spiele         |
| -------------- | ---------------- | -------------- | -------------- |
| 108            | Ali Daei         | 1993–2006      | 148            |
| 056            | Sardar Azmoun    | 2014-          | 089            |
| 052            | Mehdi Taremi     | 2015-          | 093            |
| 050            | Karim Bagheri    | 1993–2010      | 087            |
| 038            | Javad Nekounam   | 2000–2015      | 149            |
| 038            | Ali Karimi       | 1998–2012      | 127            |
| 030            | Karim Ansarifard | 2009-          | 104            |

## Länderspiele gegen deutschsprachige Fußballnationalmannschaften
|    | Datum      | Ort            | Heimmannschaft | Resultat | Gastmannschaft |
| -- | ---------- | -------------- | -------------- | -------- | -------------- |
| 1. | 25.06.1998 | Montpellier () | Deutschland    | 2:0      | Iran           |
| 2. | 01.09.2000 | Wien           | Österreich     | 5:1      | Iran           |
| 3. | 09.10.2004 | Teheran        | Iran           | 0:2      | Deutschland    |

Bisher gab es keine Partien gegen die Schweiz, Liechtenstein und Luxemburg.

## Trainer (unvollständig)
| Name                  | Zeitraum                | Bemerkung                               |
| --------------------- | ----------------------- | --------------------------------------- |
| Hossein Sadaghiani    | Aug. 1941 bis Sep. 1947 |                                         |
| Alfred James Gibel    | Sep. 1947 bis Sep. 1948 |                                         |
| Zdravko Rajkov        | 1969 bis 1970           |                                         |
| Ademar da Silva Braga | 2000 bis 2001           | Für 3 Spiele Interimstrainer            |
| / Miroslav Blažević   | Jan. 2001 bis Nov. 2001 |                                         |
| Branko Ivanković      | 2002 bis Juni 2006      |                                         |
| Mansour Ebrahimzadeh  | Jan. bis Mär. 2008      | Für drei Spiele Interimstrainer         |
| Ali Daei              | Mär. 2008 bis Mär. 2009 |                                         |
| Erich Rutemöller      | Mär. bis Apr. 2009      | Für ein Spiel Interimstrainer           |
| Mayeli Kohan          | Apr. 2009               | Betreute die Mannschaft in keinem Spiel |
| Afshin Ghotbi         | Apr. 2009 bis Jan. 2011 |                                         |
| Carlos Queiroz        | Apr. 2011 bis Jan. 2019 |                                         |
| Marc Wilmots          | Mai bis Nov. 2019       |                                         |
| Dragan Skočić         | Mär. 2020 bis Sep. 2022 |                                         |
| Carlos Queiroz        | Sep. 2022 bis Nov. 2022 |                                         |
| Amir Ghalenoei        | seit März 2023          |                                         |